# Vox Media
Vox Media (anciennement Sports Blog Inc., généralement connu sous le nom de Vox) est un groupe américain de média sur Internet basé à Washington D.C. et créé par Jerome Armstrong, Tyler Bleszinski et Markos Moulitsas, fondateur de Daily Kos. 
Le groupe, présidé par Jim Bankoff, possède sept filiales éditoriales : SB Nation spécialisée dans le sport, The Verge et Re/code dans l'actualité des nouvelles technologies, Polygon dans le jeu vidéo, Curbed dans l'immobilier, Eater dans la gastronomie, Racked dans le shopping et Vox dans l'actualité généraliste.

## Histoire
L'entreprise opère en 2008 une levée de fonds « Série A » de plus de 40 millions de dollars menée par Accel Partners, puis une série B en 2009 menée par Comcast Interactive Capital, une série C menée par Khosla Ventures en 2010, enfin une série D menée par les trois précédents en 2012. Les autres financements proviennent de Allen & Company, Providence Equity Partners et des business angels dont font partie Ted Leonsis, Dan Rosensweig, Jeff Weiner, et Brent Jones. 
En février 2011, SB Nation débauche Rob Neyer de ESPN après ses 15 ans de travail dans l'institution. En mars 2011, Vox rachète le réseau The Offside, spécialisé dans l'actualité du football, et FanTake, qui couvre le sport de haut niveau dans les universités américaines. Le 30 mars, Vox lance Baseball Nation avec comme rédacteurs Jason Brannon, Carson Cistulli, Rob Neyer, Jeff Sullivan et Grant Brisbee. The Verge est lancé en novembre ; un an plus tard, comScore indique que le site reçoit plus de 3,1 millions de visiteurs uniques par mois (contre 6,5 pour Gizmodo et 6,3 pour Engadget). 
Le 25 octobre 2012 est lancé Polygon, avec à sa tête Chris Grant de Joystiq, Brian Crecente de Kotaku et Russ Pitts de The Escapist. Il prend dès lors la place de Vox Games. Le dernier tour de table de  levée de fonds, en 2012, estime la valeur de Vox à 140 millions de dollars.
En 2013, le groupe s'offre le réseau Curbed pour un montant compris entre 20 et 30 millions de dollars, et couvre ainsi des domaines plus variés (nourriture, logement, mode, commerces locaux). La même année, Vox lance « Vox creative », une division spécialisée dans la création de publicités et de contenus marketing qui doit contribuer à rendre Polygon bénéficiaire avant la fin de l'année, ce qui est déjà le cas de The Verge et SB Nation. 
Le 26 janvier 2014, le groupe annonce la création d'une nouvelle publication d'information générale, dirigée par Ezra Klein. Celui-ci quitte le Washington Post, où il tenait le Wonkblog et n'avait pas obtenu ce qu'il souhaitait (10 millions de dollars et une équipe de 36 journalistes) pour couvrir l'actualité politique américaine, le nouveau propriétaire du titre (Jeff Bezos, patron d'Amazon) préférant investir dans le site Business Insider. Le nouveau titre de Vox sera centré sur la notion de contexte autour de l'information de dernière minute, avec un modèle qui incorpore des éléments propres aux encyclopédies. Il sera basé sur Chorus, le logiciel qui fait fonctionner les autres titres du groupe, et a apporté des innovations comme le "Storystream", qui rassemble en un seul flux les articles liés à un même sujet pour les mettre en perspective. Le 10 mars 2014, le véritable nom du projet est annoncé, ainsi que son adresse: Vox.com. Le site commence par publier des articles ponctuellement, mais n'ouvre véritablement ses portes que le 7 avril. 
En mai 2015, Vox Media acquiert pour un montant inconnu Re/code, une entreprise de média spécialisée dans les nouvelles technologies, créée en 2014 par Walt Mossberg et Kara Swisher, à la suite de leur départ du Wall Street Journal.
En août 2015 NBCUniversal investit près de 200 millions dans Vox Media, portant sa valeur estimée à 1 milliard de dollars.

## Partenariat Youtube
Vox est impliqué depuis son lancement dans le programme de Youtube de création de contenus originaux sur la plateforme, et son engagement porte ses fruits : en avril 2013, SB Nation a plus de 31 000 abonnés, 13 millions de page vues, et son réseau compte 166 chaînes, 333 000 abonnés et plus de 122 millions de vues. The Verge compte plus de 159 000 abonnés et 40 millions de vues, Polygon plus de 18 000 abonnés et 5 millions de vues.